# 塚田僚一
塚田僚一（日语：／ Tsukada Ryoichi，1986年12月10日—），為出身於日本神奈川縣的男性偶像、演員及歌手，日本傑尼斯事務所組合A.B.C-Z的成員。

## 經歷
在電視上看到傑尼斯的演出後自行投遞履歷參加徵選，於1998年11月8日加入傑尼斯事務所；同期有龜梨和也、中丸雄一、赤西仁、增田貴久、藤谷太輔等。2000年被選為當時仍屬小傑尼斯組合，A.B.C-Z的前身組合A.B.C.的成員。2008年確立成員後更名為A.B.C-Z。並在8月29日被選為A.B.C-Z的成員，2012年2月1日正式出道。為傑尼斯事務所第一個以DVD出道的組合。現為體操系偶像。

## 重要演出

### 舞台劇
- big 〜夢は、かなう。〜（2000年8月1日 - 27日、東京國際論壇C廳）
- イット・ランズ・イン・ザ・ファミリー〜パパと呼ばないで〜（2014年9月20日 - 10月13日、PARCO劇場 等） - レズリー
- ボクの穴、彼の穴。（2016年5月21日 - 28日、PARCO劇場）
- JOHNNYS' ALL STARS IsLAND（2017年1月1日 - 24日、帝國劇場）
- サクラパパオー（2017年4月26日 - 30日、彩之國琦玉藝術劇場大廳 / 5月10日 - 14日、東京國際論壇C廳 / 5月16日、電力Hall / 5月19日、穂之國豐橋藝術劇場PLAT主廳 / 5月25日 - 26日、BREEZÉ TOWER） - 主演・田原俊夫
- 『Mogut』〜ハリネズミホテルへようこそ〜（2021年1月15日 - 17日、COOL JAPAN PARK OSAKA WW Hall / 1月21日 - 31日、品川Prince Hotel Stellar Ball） - 主演・ラ・モグー

### 電視節目
- あしたのJ（2001年7月1日 - 9月30日、日本電視台）
- OUT×DELUXE（2015年5月7日 - 、富士電視台）
- SASUKE（2015年〔第31回〕 - 2020年〔第38回〕、TBS）
- 鬼すごピーポー（2015年12月29日・2016年1月5日、CBC電視台） - MC
- デルサタ（2016年4月9日 - 2021年3月20日、メ〜テレ） - デルサタFamily（準固定嘉賓）
- 変装かくれんぼ ハイド&シーク（2018年12月8日〔第1回〕 - 、全ての回に変装芸能人として出演、TBS）
- -CAST-（2021年7月6日 - 、ABC電視台） - 週二環節「古川×河合のなんでやねん!?」固定演出者

### 電視劇
- 假面教師（2013年7月6日 - 9月28日、日本電視台） - 金髪先生
- 櫻的親子丼 （2017年10月7日 - 11月25日、東海電視台・富士電視台） - 中西俊太

### 電影
- 劇場版 假面教師（2014年2月22日） - 金髪先生
- Last Hold！（2018年5月12日） - 主演・岡島健太郎

### 廣告
- 森永製菓「ザ・クレープ」「板チョコアイス」（2019年9月19日 - 12月18日）

## 音樂作品
- 気にせずGO MY WAY（作詞・作曲）- 收錄於A.B.C-Z演唱會DVD『Summer Concert 2014 A.B.C-Z★"Legend"』河合獨唱，JASRAC作品編號：204-3611-4
- DARKNESS（LOVEです☆ver.）（作詞・作曲）- 收錄於A.B.C-Z專輯『A.B.Sea Market』塚Darkness feat.塚☆リカ，JASRAC作品編號：712-4860-9
- へそのお （作詞・作曲）- 收錄於A.B.C-Z專輯『ABC STAR LINE』塚田Solo，JASRAC作品編號：715-3848-8
- AMAZING STORY- JASRAC作品編號：226-0743-9
- アツあつ!?夏フェス☆!!- 收錄於A.B.C-Z專輯『5 Performer-Z』塚田Solo，JASRAC作品編號：717-7631-1

## 相關網站
- 傑尼斯事務所官網>A.B.C-Z專頁 （页面存档备份，存于）
- 塚田僚一在互联网电影资料库（IMDb）上的資料（英文）